# Gypsophila perfoliata
Gypsophila perfoliata är en nejlikväxtart som beskrevs av Carl von Linné. Gypsophila perfoliata ingår i släktet slöjor, och familjen nejlikväxter.

## Underarter
Arten delas in i följande underarter:
- G. p. araratica
- G. p. glabra

## Bildgalleri

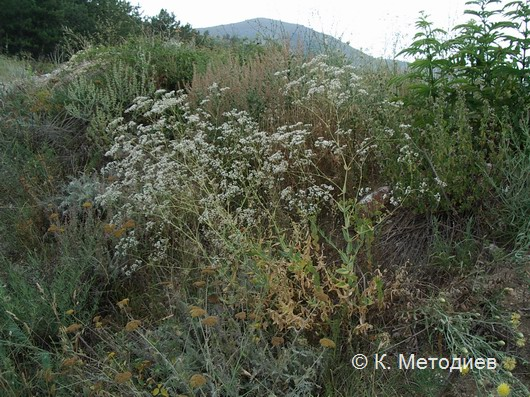